# Ackermans & van Haaren
 (octobre 2022).
Pour les articles homonymes, voir Haaren (homonymie).
Ackermans & van Haaren (AvH) est un holding belge présent dans plusieurs secteurs. Cet holding est présidé par le baron Luc Bertrand.

## Histoire
L'entreprise a été fondée par les hollandais Nicolas van Haaren (1835 - 1904) et Hendrik Willem Ackermans (1855 - 1945). Le père de Nicolas van Haaren étant maçon, ce dernier démarre dans les années 1850 une activité de construction dans le bâtiment en plein boom de l'ère industrielle, entreprise dans laquelle Hendrik Willem Ackermans devint plus tard employé. En 1876, les deux associés lancent une « petite entreprise de dragage ». Le 6 mai 1890, Hendrik Willem Ackermans épouse Elisabeth, la fille de Nicolas van Haaren.
L'entreprise Ackermans & van Haaren est créée en 1924, avec Hendrik Willem Ackermans à sa tête.
En 1974, l'entreprise devient un holding. À la suite de la crise de l'offshore au milieu des années 1980, Ackermans & van Haaren se diversifie hors des activités de dragage et de forage.

## Activité
Le groupe est actif dans 4 secteurs principaux : 
- Marine Engineering & Contracting (DEME, l’une des plus grandes entreprises de dragage au monde)
- Private Banking (Delen Private Bank, un gestionnaire indépendant de fonds privés en Belgique, et le gestionnaire de fortune JM Finn au R.-U. – Banque J.Van Breda & C°, banque niche pour les entrepreneurs et les professions libérales en Belgique)
- Real Estate & Senior Care (Leasinvest Real Estate, une sicaf immobilière cotée – Extensa, un important promoteur immobilier actif principalement en Belgique, au Luxembourg et en Europe centrale)
- Energy & Resources (Sipef, un groupe agro-industriel spécialisé dans l’agriculture tropicale)

Sur le plan économique, le groupe AvH représentait en 2017, via sa part dans les participations, un chiffre d’affaires de 5.363 milliards d’euros et employait environ 22.749 personnes. Le groupe se concentre sur un nombre limité de participations stratégiques présentant un potentiel de croissance important. AvH est reprise dans l’indice BEL 20, l’indice Private Equity NXT d’Euronext Bruxelles et le DJ Stoxx 600 européen.